# Закупорка пищевода
Закупорка пищевода — это болезнь, которая чаще всего регистрируется у крупного рогатого скота. Животные других видов болеют редко.

## Этиология
Закупорка пищевода происходит при кормлении животных крупноизмельчённой тыквой, жмыхом, початками кукурузы, неизмельчёнными корнеклубнеплодами и при попадании инородных тел. Наиболее часто заболевание встречается у голодных животных, так как они с жадностью захватывают корм и, не размельчая, проглатывают его.

## Клиническое проявление
Подозрение на закупорку пищевода вызывают частые глотательные движения или позывы к рвоте. При закупорке шейной части пищевода обнаруживают сферическую плотную, вначале безболезненную припухлость в области левого яремного желоба. При неполной обтурации через пищевод могут проходить жидкость и отрыгиваться газы. При полной закупорке отрыгивание становится невозможным, из-за этого вскоре развивается тимпания.

## Патогенез
Закупорка пищевода предметом, который больше, чем его просвет, вызывает рефлекторное спазматическое сокращение и усиление саливации. В результате давления на стенки пищевода возникают воспаление и отёк последней, а в последующем могут произойти некроз и перфорация стенки органа. При инфицировании тканей на месте перфорации развивается воспалительная реакция и далее процесс распространяется на средостение и плевральную полость.

## Патолого-анатомические изменения
Стенки пищевода гипертрофированы. В области закупорки иногда наблюдают гнойно-некротические очаги и кровоизлияния.

## Течение и прогноз
Весьма редки случаи самоизлечения. Обычно нарастающая асфиксия(при попадании инородного тела) уже через несколько часов от начала заболевания создаёт угрозу летального исхода. Возможно затяжное течение болезни(1-3 суток).

## Лечение
Для устранения непроходимости пищевода существуют различные приёмы, выбор которых зависит от локализации обтурирующего тела. Инородные тела, которые локализуются в шейной части пищевода, нужно удалять наружу, а ущемлённые в грудной части подлежат продвижению в рубец. Проталкиванию инородного тела в рубец должно предшествовать применение спазмолитических средств.

## Профилактика
Корнеклубнеплоды следует давать животным размельчёнными. Животных, прежде чем пускать на поля с убранными корнеклубнеплодами (капуста, картофель, свекла и другие), необходимо накормить.